# Col de la Croix de l'Ormeau
Le col de la Croix de l'Ormeau est un col routier, situé dans l'Auxois dans le département français de la Côte-d'Or. Son altitude est de 422 mètres.

## Toponymie
L'ormeau est un nom usuel de l'orme champêtre (Ulmus minor).

## Géographie
Le col se situe entre Montbard et Semur-en-Auxois sur le territoire de la commune de Viserny au nord-est du village en direction de Montigny-Montfort près de la montagne de Cornu (437 m). Il est desservi par une voie communale de Viserny (chemin des rues) depuis la route départementale 1 en vallée de l'Armançon.

## Activités

### Cyclisme
Ce col est accessible par une voie goudronnée (chemin des Rues) seulement depuis Viserny et en VTT par la forêt de Montfort. Sa singularité tient au fait que, sur une distance de 1,8 km assez droite, le dénivelé moyen est de 186 m, soit 10,5 % avec un maximum de 11 % sur 1 050 m.

### Télécommunications
Des pylônes de télécommunications sont présents au col qui révèle par ailleurs un panorama sur une partie de l'Auxois.